# Менгисор
Менгисор, Мангисер, Менгисер (каз. Меңкесер) — солёное озеро в Мамлютском районе Северо-Казахстанской области Казахстана. Находится в 15 км к северо-востоку от села Троицкое и в 3 км к югу от села Минкесер.
По данным топографической съёмки 1940-х годов, площадь поверхности озера составляет 38,04 км². Наибольшая длина озера — 9,1 км, наибольшая ширина — 6,1 км. Длина береговой линии составляет 25,1 км, развитие береговой линии — 1,14. Озеро расположено на высоте 123,4 м над уровнем моря.
По данным исследований второй половины 1950-х годов, площадь поверхности озера составляет 36 км². Наибольшая длина озера — 9 км, наибольшая ширина — 5,7 км. Длина береговой линии составляет 26 км. По данным на 1946—1947 годы, озеро расположено на высоте 123 м над уровнем моря.